# Armensko kraljestvo Kilikija
Armensko kraljestvo Kilikija, znano tudi kot Kilikijska Armenija (armensko Կիլիկեան Հայաստան, latinizirano: Kilikjan hajastan ali Հայկական Կիլիկիա, Hajkakan Kilikia), Mala Armenija ali Nova Armenija, prej znana kot Armenska kneževina Kilikija (Կիլիկիայի հայկական իշխանութիւն, Kilikiaji hajkakan iškhanut’iwn) je bila armenska država, ki so jo v visokem srednjem veku ustanovili armenski begunci, ki so bežali pred seldžuško invazijo na Armenijo Ozemlje kraljestva je bilo izven Armenskega višavja. Njegovo središče je bilo v Kilikiji v jugovzhodni Anatoliji, severozahodno od Aleksandretskega zaliva. 
Kraljestvo je nastalo iz kneževine, ki jo je okoli leta 1080 ustanovila dinastija Rubenidov, domnevno veja dinastije Bagratidov, ki je v različnih obdobjih zasedala armenski prestol. Njihovo glavno mesto je bil prvotno Tarz in kasneje Sis. Armenska Kilikija je bila močna zaveznica evropskih križarjev in se je imela za trdnjavo krščanstva na vzhodu. Služila je tudi kot središče armenskega kulturnega ustvarjanja, saj je bila Armenija takrat okupirana. Pomen Kilikije v armenski zgodovini in državnosti potrjuje tudi prenos sedeža katolikosa Armenske apostolske cerkve, duhovnega vodje armenskega ljudstva, v to regijo. 
Leta 1198 je s kronanjem Leona I., armenskega kralja iz dinastije Rubenidov, Kneževina Kilikijska Armenija postala kraljestvo. Leta 1226 je krona prek Hetuma I., drugega moža Leonove hčerke Izabele, prešla na rivalsko dinastijo Hetumidov. Ko so Mongoli osvojili obsežna območja Srednje Azije in Bližnjega vzhoda, so si Hethum in naslednji hethumidski vladarji prizadevali za armensko-mongolsko zavezništvo proti skupnim muslimanskim sovražnikom, predvsem kairskim Mamelukom. V 13. in 14. stoletju so križarske države in mongolski Ilkanat razpadli, zaradi česar je Armensko kraljestvo ostalo brez regionalnih zaveznikov. Po neusmiljenih napadih Mamelukov v 14. stoletju je Armensko kraljestvo Kilikija, v katerem so takrat vladali Lusignani in je bilo vpleteno v notranji verski konflikt, leta 1375 dokončno razpadlo.
Trgovinski in vojaški stiki z Evropejci so v kilikijsko armensko družbo prinesli nove zahodne vplive. Plemstvo je prevzelo številne vidike zahodnoevropskega življenja, vključno z viteštvom, modo oblačenja in rabo francoskih nazivov, imen in jezika. Poleg tega se je organizacija kilikijske družbe odmaknila od tradicionalnega državnega sistema in se približala zahodnemu fevdalizmu. Evropski križarji so od Armencev prevzeli elemente gradnje gradov in cerkvene arhitekture. Kilikijska Armenija je gospodarsko cvetela, pristanišče Ajas pa je služilo kot središče trgovine med vzhodom in zahodom.

## Zgodovina

### Zgodnje selitve Armencev v Kilikijo

#### Kilikija pod Tigranom Velikim
Prisotnost Armencev v Kilikiji sega v 1. stoletje pr. n. št., ko se je pod Tigranom Velikim Armensko kraljestvo razširilo in osvojilo obsežno ozemlje v Levantu. Leta 83 pr. n. št. je grška aristokracija Selevkidske Sirije, oslabljene zaradi krvave državljanske vojne, ponudila svojo zvestobo ambicioznemu armenskemu kralju. Tigran je nato osvojil Fenicijo in Kilikijo, s čimer se je dejansko končalo Selevkidsko cesarstvo. Južna meja Tigranovega kraljestva je segala do Ptolemaide (današnja Akra, Izrael). Številni prebivalci osvojenih mest so bili preseljeni v novo metropolo Tigranakert (latinsko Tigranocerta). Na svojem vrhuncu se je Tigranovo Armensko kraljestvo raztezalo od Pontskih Alp do Mezopotamije in od Kaspijskega jezera do Sredozemlja. Tigran je na jugovzhodu prodrl vse do partske prestolnice Ekbatane v današnjem zahodnem Iranu. Leta 27 pr. n. št. je Kilikijo osvojilo Rimsko cesarstvo in jo preoblikovalo v eno od svojih vzhodnih provinc.

### Množična selitev Armencev pod Bizantinskim cesarstvom
Po delitvi rimskega cesarstva na dva dela leta 395 je bila Kilikija vključena v Vzhodno rimsko cesarstvo, imenovano tudi Bizantinsko cesarstvo. V 6. stoletju so se armenske družine selile na bizantinska ozemlja. Mnogi moški so služili v bizantinski vojski kot vojaki ali generali in se povzpeli na pomembne cesarske položaje.
Kilikija je bila po arabskih vdorih v 7. stoletju v celoti vključena v Rašidunski kalifat. Leta  965 jo je ponovno osvojil bizantinski cesar Nikefor II. Fokas. Zaradi arabske okupacije Kilikije in drugih območij v Anatoliji so mnogi Armenci poiskali zatočišče in zaščito dlje na zahodu v Bizantinskem cesarstvu, kar je povzročilo demografsko neravnovesje v regiji. Da bi po ponovni osvojitvi Kilikije bolje zaščitili svoja vzhodna ozemlja, so se Bizantinci zatekli predvsem k politiki množičnega preseljevanja  domačega prebivalstva znotraj meja cesarstva. Nikifor je izgnal muslimane, ki so živeli v Kilikiji, in spodbudil kristjane iz Sirije in Armenije, da se naselijo v regiji. Cesar Bazilij II. (vladal 976–1025) je poskušal razširiti Bizantinsko cesarstvo v armenski Vaspurakan  in v Sirijo, ki je bila pod arabsko oblastjo. Zaradi bizantinskih vojaških osvojitev so se Armenci razširili v Kapadokijo in proti vzhodu v gorata območja severne Sirije in Mezopotamije.
Formalna priključitev Velike Armenije k Bizantinskemu cesarstvu leta 1045 in njena osvojitev s strani Seldžuških Turkov 19 let pozneje sta povzročila dva nova vala armenskih migracij v Kilikijo. Armenci po padcu Bagratidske Armenije niso uspeli ponovno vzpostaviti neodvisne države v svojem rodnem Armenskem višavju, kar je še okrepilo selitve v Kikikijo in jih  spremenilo v veliko družbeno-politično gibanje. Armenci so služili v bizantinski vojski kot vojaški častniki ali bili guvernerji in dobili oblast nad pomembnimi mesti na vzhodni meji Bizantinskega cesarstva. Pomembno vlogo pri preseljevanju armenskega prebivalstva v Kilikijo si imeli tudi Seldžuki, ki so leta 1064 pod vodstvom Alpa Arslana začeli napredovati proti Anatoliji in zavzeli staro armensko prestolnico Ani. Sedem let pozneje so v bitki pri Manzikertu severno od Vanskega jezera odločilno premagali vojsko bizantinskega cesarja Romana IV. Diogena. Alp Arslanov naslednik Malik Šah I. je še razširil Seldžuško cesarstvo in armenskemu prebivalstvu naložil represivne davke. Po prošnji Parsega Kilikijskega, pomočnika in predstavnika katolikosa Gregorja II. Mučenika, so Armenci dobili nekaj olajšav, vendar so Malikovi naslednji guvernerji še naprej pobirali davke. Armenci so zato poiskali zatočišče v Konstantinoplu in Kilikiji. Nekateri armenski voditelji so  se postavili za suverene gospodarje, drugi pa so ostali, vsaj po imenu, zvesti cesarstvu. Najuspešnejši od teh zgodnjih armenskih vojskovodij je bil Filaret Brahamios, nekdanji bizantinski general, ki se je ob Romanu Diogenu boril v bitki pri Manzikertu. Med letoma 1078 in 1085 je Filaret zgradil kneževino, ki se je raztezala od Malatije na severu do Antiohije na jugu in od Kilikije na zahodu do Edese na vzhodu. Številne armenske plemiče je povabil, da se naselijo na njegovem ozemlju, in jim dal zemljo in gradove. Filaretova država se je začela rušiti že pred njegovo smrtjo leta 1090 in je na koncu razpadla na lokalna gospostva.

### Rubenidska dinastija

#### Vzpon Kilikijske Armenije
Eden od knezov, ki so prišli v Kilikijo na Filaretovo povabilo, je bil Ruben, ki je imel tesne vezi z zadnjim bagratidskim armenskim kraljem Gagikom II. Ruben je spremljal Gagika, ko je ta na prošnjo bizantinskega cesarja odšel v Konstantinopel, da bi se pogajal o miru. Namesto miru je bil kralj prisiljen odstopiti svoja armenska ozemlja Bizantinskemu cesarstvu in do smrti živeti v izgnanstvu. Gagika so kasneje umorili. Ruben je kmalu po Gagikovem umoru leta 1080 zbral skupino armenskih vojakov in se uprl Bizantincem. Pridružili so se mu številni armenski gospodje in plemiči. Z njihovo pomočjo je leta 1080 položil temelje neodvisne armenske kneževine Kilikije in bodočega kraljestva. Njegovi potomci so znani kot Rubenidi. Po Rubenovi smrti leta 1095 je rubenidsko kneževino, osredotočeno okoli njenih trdnjav, vodil Rubenov sin Konstantin I. Poleg njegove je bilo v Kilikiji še več drugih armenskih kneževin, na primer Hetumidska. Hetumidsko dinastijo, tudi pomembno armensko dinastijo, je ustanovil nekdanji bizantinski general Ošin Lampronski. Njeno središče je bilo jugozahodno od Kilikijskih vrat. Hetumidi so se z Rubenidi borili za vpliv in oblast nad Kilikijo. Različni armenski gospodje  in nekdanji Filaretovi generali so bili prisotni tudi v Marašu, Malatiji (Meliteni) in Edesi, pri čemer slednji nista bili v Kilikiji.

#### Prva križarska vojna
Med vladavino Konstantina I. se je odvila prva križarska vojna (1096-1098). Vojska zahodnoevropskih kristjanov je na poti v Jeruzalem korakala skozi Anatolijo in Kilikijo. Armenci v Kilikiji so pridobili močne zaveznike med frankovskimi križarji, katerih vodja Godfrej Bouillonski je veljal za njihovega odrešitelja. Konstantin I.  je v prihodu križarjev videl enkratno priložnost za utrditev svoje oblasti v Kilikiji z odpravo preostalih bizantinskih trdnjav v regiji. S pomočjo križarjev je z neposrednimi vojaškimi akcijami v Kilikiji in ustanovitvijo križarskih držav v Antiohiji, Edesi in Tripoliju zavaroval svojo kneževino pred Bizantinci in Seldžuki. Armensko pomoč križarjem je opisal papež Gregor XIII. v svoji Ecclesia Romana: 
"Med dobrimi deli, ki jih je armensko ljudstvo storilo cerkvi in krščanskemu svetu, je treba še posebej poudariti, da v tistih časih, ko so latinski krščanski knezi in bojevniki odšli ponovno zavzeti Sveto deželo, nobeno ljudstvo ali narod ni priskočil na pomoč z enakim navdušenjem, veseljem in vero kot Armenci, ki so križarjem priskrbeli konje, hrano in vodstvo. Armenci so tem bojevnikom pomagali z največjim pogumom in zvestobo med svetimi vojnami."
Da bi pokazali svojo hvaležnost svojim armenskim zaveznikom, so križarji Konstantina I. počastili z nazivoma komes in baron. Prijateljski odnos med Armenci in križarji so utrdile pogoste mešane poroke. Joscelin I. Edeški, na primer, se je poročil s Konstantinovo hčerko, Godfrejev brat Baldvin pa s Konstantinovo nečakinjo, hčerko Konstantinovega brata Torosa. Armenci in križarji so bili v naslednjih dveh stoletjih občasno zavezniki, občasno pa tekmeci. Na povabilo armenskih baronov in kraljev so križarji v različnih obdobjih vzdrževali gradove v kraljestvu in ob njegovih mejah, vključno z Bagrasom, Trapesakom, T'il Hamtunom, Harunijo, Selefkijo, Amudo in Sarvandikarjem.

##### Armensko-bizantinski in armensko-seldžuški spori
Konstantina je okoli leta 1100 nasledil sin Toros I., ki se je med svojim vladanjem soočal tako z Bizantinci kot Seldžuki, ter razširil rubenidske posesti. Kilikijsko prestolnico je prenesel iz Tarza v Sis, potem ko je uničil tamkajšnjo majhno bizantinsko garnizijo. Leta 1112 je zavzel grad Kizistra, da bi maščeval smrt zadnjega bagratidskega armenskega kralja Gagika II. Gagikovi morilci, trije bizantinski bratje, ki so upravljali grad, so bili brutalno ubiti. Sčasoma se je  z vzponom rubenidskih knezov na tem območju vzpostavila nekakšna centralizirana vlada.
Knez Leon I., brat in naslednik Torosa I., je začel svojo vladavino leta 1129. Kilikijska obalna mesta je vključil v armensko kneževino in s tem utrdil vodilno vlogo armenskih trgovcev v regiji. V tem obdobju je sovraštvo med Kilikijsko Armenijo in Seldžuki še vedno trajalo. Občasno je prihajalo tudi do sporov med Armenci in Antioško kneževino zaradi utrdb v bližini južnega gorovja Nur. V tem kontekstu so Bizantinci leta 1137 pod vodstvom cesarja Ivana II. Komnena, ki je Kilikijo še vedno štel za bizantinsko provinco, osvojili večino mest na kilikijskih ravnicah. Leona so Bizantinci ujeli in ga skupaj z več drugimi družinskimi člani, vključno z njegovima sinovoma Rubenom in Torosom, zaprli v Konstantinoplu. Leon je tri leta kasneje v zaporu umrl. Rubena so v zaporu oslepili in ubili. Leonov drugi sin in naslednik Toros II. je leta 1141 pobegnil iz zapora in se vrnil v Kilikijo, da bi vodil borbo proti Bizantincem. Sprva je uspešno odbijal bizantinske vpade, potem pa se je leta 1158 s kratkotrajnim sporazumom podredil cesarju Manuelu I. Okoli leta 1151 je med vladavino Torosa II. poglavar armenske cerkve prenesel svoj sedež v Hromklo. Torosa II. so leta 1169, 1170 oziroma 1175 nasledili Ruben II., Mleh in Ruben III.

##### Kneževina postane kraljestvo
Kneževina Kilikija je bila dejansko kraljestvo že pred Leonom II. Slednji velja za prvega kralja Kilikije, ker Bizantinci prejšnjih de facto kraljev niso hoteli uradno imenovati za kralje. 
Kilikijski prestol je leta 1187 zasedel knez Leon II., eden od vnukov kneza Leona I. in brat Rubena III. V borbah proti Seldžukom iz Konje, Alepu in Damasku je Kilikiji dodal nova ozemlja podvojil dolžino njene sredozemske obale. V tistem času je egiptovski sultan Saladin uničil Jeruzalemsko kraljestvo in zasedel Jeruzalem, kar je sprožilo tretjo križarsko vojno. Knez Leon II. je izkoristil stanje za izboljšanje odnosov z Evropejci. Pomen Kilikijske Armenije v regiji potrjujejo pisma, ki jih je papež Klemen III. leta 1189 poslal Leonu in katolikosu Gregorju IV., v katerih ju je prosil za armensko vojaško in finančno pomoč križarjem. Zahvaljujoč podpori svetega rimskega cesarja Friderika I. Barbarosse in njegov sina Henrika VI. je bila Leonova kneževina povzdignjena v kraljestvo.  6. januarja 1198, na dan, ko Armenci praznujejo božič, je bil knez Leon II. slovesno kronan v katedrali v Tarzu v prisotnosti sirskega jakobitskega patriarha, grškega metropolita Tarza ter številnih cerkvenih dostojanstvenikov in vojaških voditeljev. Medtem ko ga je kronal katolikos Gregor VI. Abirad, je Leon od nadškofa Konrada iz Mainza v imenu  svetega rimskega cesarja Henrika VI. prejel prapor z levom. S kronanjem je kot Leon I.  postal prvi kralj Armenske Kilikije. Zaradi številnih prispevkov k kilikijski armenski državnosti na političnem, vojaškem in gospodarskem področju je postal znan kot Levon Veličastni. Zaradi naraščajoče moči je postal še posebej pomemben zaveznik sosednje križarske države Antiohije. Sledile so poroke s tamkajšnjimi plemiškimi družinami, ki so imele prikrit cilj dobiti oblast nad Antiohijo. Tega Latinci seveda niso mogli sprejeti. Stanje je privedlo do antiohijske nasledstvene vojne med Leonovim pranečakom Rajmondom Rubenom in Bohemondom IV. Antioško-Tripolskim.  Rubenidi so utrdili svojo oblast z nadzorom strateških cest z utrdbami, ki so se raztezale od gorovja Taurus do ravnine in vzdolž meja. Mednje so spadali gradovi v Sisu, Anavarzi, Vahki, Vanerju/Kovari, Sarvandikarju, Kuklaku, Til Hamtunu, Hadžinu in Gabanu (sedanji Geben).
Leta 1219  je bil za vladarja imenovan knez Leon II., eden od vnukov Leona I., in za regenta dobil  Adama iz Bagrasa. Bagras je bil umorjen in regentstvo je prešlo na Konstantina Baberonskega iz dinastije Hetumidov, zelo vplivne armenske plemiške družine. Da bi se ubranil pred seldžuško grožnjo, si je Konstantin prizadeval za zavezništvo z Bohemondom IV. Antioškim, ki ga je utrdil s poroko Bohemondovega sina Filipa s kraljico Izabelo (Zabel).  Filip je bil za Armence preveč "latinski", saj ni hotel upoštevati načel armenske cerkve. Leta 1224 so Filipa zaprli v Sisu zaradi kraje armenskih kronskih draguljev. Po več mesecih zapora so ga s strupom umorili. Izabela se je odločila za meniško življenje v mestu Selevkija (zdaj Silifke), vendar je bila leta 1226 prisiljena poročiti se s Konstantinovim sinom Hetumom. Hetum je postal njen sovladar kot kralj Hetum I.

### Hetumidska dinastija
Hetumidi so se v 11. stoletju naselili v zahodni Kilikiji, predvsem v višavju gorovja Taurus. Njihova velika dinastična gradova sta bila  Lampron in Paperon/Baberon ob strateški cesti med Tarzom in Kilikijskimi vrati.
Združitev dveh glavnih in rivalskih kilikijskih dinastij, Rubenidov in Hetumidov, se je začela s poroko kraljice Izabele iz dinastije Rubenidov s Hetumom I. iz dinastije Hetumidov 14. junija 1226. Poroka je v politično ospredje v Kilikijski Armeniji postavila Hetumide. S Hetumovim prihodom na prestol so se končala notranja trenja, Armenci pa so se še vedno soočali s številnimi grožnjami iz tujine. Da bi se maščeval za sinovo smrt, je Bohemond Antiohijski iskal zavezništvo s seldžuškim sultanom Kejkubadom I., ki je zavzel ozemlje zahodno od Selevkije. Hetum I. je koval tudi kovance s svojim likom na eni strani in sultanovim imenom na drugi.

#### Armensko-mongolsko zavezništvo in grožnja Mamelukov
Med vladavino Izabele in Hetuma I. so se Mongoli pod Džingiskanom in njegovim naslednikom Ögedejem hitro širili iz Srednje Azije proti zahodu in dosegli Bližnji vzhod. Na svojem prodoru proti Egiptu so osvojili Mezopotamijo in Sirijo. 6. junija 1243 so pri Köse Dağu odločilno premagali Seldžuke.  Mongolska osvajanja so bila katastrofalna za Veliko Armenijo, za Kilikijo pa ne, ker se je Hetum odločil za sodelovanje z Mongoli. Leta 1247 je na mongolski dvor v Karakorum poslal svojega brata Smbata, da bi se pogajal o zavezništvu. Smbat se je leta 1250 vrnil s sporazumom, ki je zagotavljal celovitost Kilikije in obljubo mongolske pomoči pri ponovnem zavzetju utrdb, ki so jih zasedli Seldžuki. Kljub včasih obremenjujočim vojaškim obveznostim do Mongolov je imel Hetum dovolj finančnih sredstev in politično avtonomijo za gradnjo novih in impresivnih utrdb, kot je grad v Tamrutu. Leta 1253 je Hetum sam obiskal novega mongolskega vladarja Möngke kana v Karakorumu. Sprejeli so ga z velikimi častmi in mu obljubili osvoboditev od davkov armenskih cerkva in samostanov na mongolskem ozemlju. Na poti v Mongolijo in nazaj leta 1256 je potoval skozi Veliko Armenijo. Na povratku je tam ostal veliko dlje in sprejemal obiske lokalnih knezov, škofov in opatov. Hetum in njegove sile so se borili pod mongolsko zastavo  pri osvajanju muslimanske Sirije ter zavzetju Alepa in Damaska od leta 1259 do 1260. O Hetumovi vpletenosti v ti dve osvajalski vojni se  še razpravlja. Vir teh informacij – Templjar iz Tira – trdi, da je spodbujal frankovske vladarje, naj sledijo njegovemu zgledu in sprejmejo mongolsko suverenost. Po mnenju arabskih zgodovinarjev so bili Hetum in njegove sile med Hulagujevo osvojitvijo Alepa odgovorni za pokol in požig v glavni mošeji ter v sosednjih četrtih in tržnicah.
Egiptovski Mameluki so medtem strmoglavili vladajočo Ajubidsko dinastijo. Mameluki so se začeli kot konjeniški korpus, ustanovljen iz turških in drugih sužnjev, ki jih je Džingiskan prodal egiptovskemu sultanu. Leta 1250 so prevzeli oblast v Egiptu in leta 1253 v Palestini in zapolnili  praznino, ki jo je povzročilo mongolsko uničenje obstoječih ajubidskih in abasidskih oblasti. Kilikijska Armenija se je prav tako razširila in si povrnila ozemlja na kapadokijski, mezopotamski in sirski meji, preko katerih so potekale pomembne trgovske poti. Armensko kraljestvo je zato postalo postalo še bolj privlačna tarča Mamelukov. Armenija se je z Mameluki zapletla tudi v trgovinsko vojno za nadzor nad trgovino z začimbami. Mameluški voditelj Bajbars je leta 1266 začel vojno, da bi na Bližnjem vzhodu iztrebil križarske države. Istega leta je pozval Hetuma I., naj prekliče svojo zvestobo Mongolom in jo prenese na Mameluke in Mamelukom izroči ozemlja in trdnjave, ki jih je armenski kralj pridobil s svojo podreditvijo Mongolom. Po teh grožnjah se je Hetum odpravil na ilkanov dvor v Perziji, da bi dobil njegovo  vojaško podporo, v njegovi odsotnosti pa so Mameluki napadli Kilikijsko Armenijo. Kraljestvo sta branila Hetumova sinova Toros in Leon. V bitki pri Mariju je številčno močnejša mameluška vojska  pod vodstvom sultana al-Mansurja Alija in poveljnika Kalavuna preplavila maloštevilčno armensko vojsko. Toros je v bitki padel, Leon pa je bil ujet. Mameluki so zatem izropali in požgali Sis, na tisoče Armencev ubili in 40.000 zajeli. Hetum je Leona odkupil za visoko ceno: Mamelukom je prepustil številne trdnjave in plačal veliko vsoto denarja. Državo je dodatno opustošil potres leta 1269. 
Leta 1269 je Hetum I. abdiciral v korist svojega sina Leona II., ki je Mamelukom plačeval velike letne davke. Mameluki so kljub davkom še naprej vsakih nekaj let napadli Kilikijo. Leta 1275 je vojska sultanovih emirjev brez izgovora vdrla v državo in se soočila z Armenci, ki se niso imeli s čim braniti. Zavzeli so Tarz, požgali kraljevo palačo in cerkev svete Sofije in izropali državno zakladnico. 15.000 ljudi so ubili in 10.000 odpeljali v ujetništvo v Egipt. Skoraj celotno prebivalstvo Ajasa, tako Armencev kot Frankov, so pobili.

#### Premirje z Mameluki (1281–1295)
Leta 1281 je bilo po porazu Mongolov in Armencev pod Mengu Timurjem v drugi bitki z Mameluki pri Homsu Armeniji vsiljeno premirje. Leta 1285 so morali Armenci po močnem napadu Kalavuna podpisati desetletno premirje pod ostrimi pogoji. Mamelukom so morali prepustiti številne trdnjave, drugih pa niso smeli obnavljati. Kilikijska Armenija je bila prisiljena trgovati z Egiptom, s čimer se je izognila trgovinskemu embargu, ki ga je uvedel papež, in plačevati Mamelukom letni davek v višini milijon dirhamov. Mameluki so kljub temu še naprej napadali Kilikijsko Armenijo. Leta 1292 jo je napadel al-Ašraf Halil, mameluški sultan Egipta, ki je leto prej osvojil ostanke Jeruzalemskega kraljestva v Akri. Izropana je bila tudi Hromkla,  zaradi česar se je moral katolikosat preseliti v Sis. Hetum II. je bil prisiljen Seldžukom prepustiti Behesni, Maraš in Tel Hamdoun. Leta 1293 je abdiciral v korist svojega brata Torosa III. in vstopil v samostan Mamistra. 

#### Pohodi z Mongoli (1299–1303)
Poleti 1299 se je Hetumov vnuk Hetum II., ponovno soočal z grožnjami Mamelukov in prosil za pomoč mongolskega perzijskega kana Gazana. Gazan se je z vojsko odpravil proti Siriji in pozval ciprske Franke - kralja, templjarje, hospitalce in tevtonske viteze - naj se pridružijo njegovemu napadu na Mameluke. Mongoli so zavzeli Alep, kjer se jim je pridružil kralj Hetum II. V njegovi vojski so bili tudi templjarji in hospitalci iz Armenskega kraljestva. Združene sile so premagale Mameluke v bitki pri Vadi al-Hazandarju 23. decembra 1299. Glavnina mongolske vojske se je nato umaknila. V njihovi odsotnosti so se Mameluki pregrupirali in maja 1300 ponovno zavzeli izgubljeno ozemlje. 
Leta 1303 so Mongoli poskušali skupaj z Armenci ponovno osvojiti Sirijo z veliko vojsko okoli 80.000 mož, vendar so bili 30. marca 1303 poraženi pri Homsu in nato v odločilni bitki pri Šahabu južno od Damaska 21. aprila 1303. Ta pohod Mongolov velja za zadnjo večjo mongolsko invazijo na Sirijo. Ko je kan Gazan 10. maja 1304 umrl, je z njim umrlo tudi upanje na ponovno osvojitev Svete dežele. 
Hetum II. je abdiciral v korist svojega šestnajstletnega nečaka Leona III. in postal frančiškanski menih. Kasneje je zapustil samostan, da bi Leonu pomagal braniti Kilikijo pred mameluško vojsko, ki je bila blizu Bagrasa poražena. Leta 1307 sta se aktualni in nekdanji kralj v taboru tik pred Anazarbo srečala z Bulargujem, mongolskim predstavnikom v Kilikiji. Bulargu, ki se je nedavno spreobrnil v islam, je celotno armensko delegacijo umoril. Hetumov brat Ošin je takoj odkorakal proti Bularguju, da bi se maščeval, in premagal Bularguja, ki je nato pobegnil iz Kilikije. Ilkanski kan Oldžejtu ga je na armensko zahtevo ukazal usmrtiti. Ošin je bil po vrnitvi v Tarz kronan za novega kralja Kilikijske Armenije.
Hetumidi so še naprej vladali nestabilni Kilikiji do atentata na Leona IV. leta 1341, ki ga je zagrešila jezna množica. Leon IV. je sklenil zavezništvo s Ciprskim kraljestvom, ki mu je takrat vladala frankovska dinastija Lusignan, vendar se ni mogel upreti napadom Mamelukov.

### Propad Kilikijske Armenije

#### Lusignani
Med Armenci in Lusignani, ki so se do 12. stoletja že ustalili na vzhodnosredozemskem otoku Cipru, so vedno obstajali tesni odnosi. Če ne bi bilo njihove prisotnosti na Cipru, bi Kilikijska Armenije morda sama iz nuje vzpostavila svojo oblast na otoku. Leta 1342 je bil Leonov bratranec Guy de Lusignan maziljen za armenskega kralja Konstantina II. Guy in njegov mlajši brat Ivan sta veljala za zagrizena katolika, globoko predana prevladi rimskokatoliške cerkve v Levantu. Lusignani kot kralji so poskušali vsiliti katolištvo in evropske običaje. Armenski plemiči so to večinoma sprejeli, preprosto prebivalstvo pa je spremembam nasprotovalo, kar je sčasoma privedlo do državljanskih sporov.
Med letoma 1343 in 1344, ko se armensko prebivalstvo in njegovi fevdalni vladarji niso hoteli prilagoditi novemu lusignanskemu vodstvu in njegovi politiki latinizacije armenske cerkve, so Kilikijo ponovno napadli Mameluki, ki so poskušali razširiti svoje ozemlje.  Armenci so pogosto prosili za pomoč in podporo svoje sovernike v Evropi in sami sodelovali v načrtovanju novih križarskih vojn. Sredi neuspelih armenskih prošenj za pomoč iz Evrope je padcu Sisa v roke Mamelukov sledil padec trdnjave Gaban leta 1375, kamor so se zatekli kralj Leon V., njegova hči Marija in njen mož Šahan, kar je pomenilo konec Armenskega kraljestva. Zadnji armenski kralj, Leon V., je dobil dovoljenje za varen odhod in je po prihodu v Kastilijo prosil za pomoč kralja Ivana I. Kastiljskega za ponovno vzpostavitev svojega kraljestva. Medtem ko je bil v Kastiliji, je prejel naziv gospoda Madrida in drugih mest. Po smrti Ivana I. je zapustil Kastilijo in se odpravil v Francijo, kjer je leta 1393 umrl v izgnanstvu v Parizu, potem ko je zaman pozival k novemu križarskemu pohodu. Leta 1396 so Leonov naziv in privilegije prenesli na njegovega bratranca, ciprskega kralja Jakoba I. Naziv armenskega kralja je bil tako združen z nazivoma ciprskega  in jeruzalemskega kralja. Naziv si je posredno prilastila tudi Savojska hiša, ki je zahtevala naziv jeruzalemskega kralja in številne druge prestole.  

### Razselitev armenskega prebivalstva Kilikije
Po razpadu kraljestva so Kilikijo zavzeli Mameluki, vendar je niso mogli obdržati. Tam so se začela naseljevati turška plemena, kar je nazadnje privedlo do osvojitve Kilikije pod vodstvom kana Timurja. Posledično je Kilikijo zapustilo 30.000 bogatih Armencev in se naselilo na Cipru, kjer je do leta 1489 vladala dinastija Lusignan. Številne trgovske družine so pobegnile proti zahodu in ustanovile ali se pridružile obstoječim diasporskim skupnostim v Franciji, Italiji, na Nizozemskem, Poljskem in v Španiji. V Kilikiji so ostali le manj premožni Armenci, ki so kljub temu ohranili trdno skupnost skozi celo turško vladavino. 
V 16. stoletju je Kilikija padla pod osmansko oblast in v 17. stoletju uradno postala Adanski vilajet. Za osmanske Armence je bila Kilikija ena od najpomembnejših regij cesarstva, saj ji je uspelo dobro ohraniti armenski značaj. Leta 1909 so bili pobiti kilikijski Armenci v Adani. Potomci preostalih kilikijskih Armencev so se razkropili po armenski diaspori. Sveti sedež Kilikije je v Anteliasu v Libanonu. Lev, simbol armenske kilikijske države, je ostal simbol armenske državnosti vse do danes in je upodobljen tudi v grbu Armenije. 

## Kilikijska armenska družba

### Kultura
Kilikijska Armenija je bila demografsko heterogena. Njen vladajoč razred so tvorili predvsem Armenci, pa tudi Grki, Judje, muslimani in različni Evropejci. Večetnično prebivalstvo ter trgovinske in politične vezi z Evropejci, zlasti s Francijo, so prinesle pomembne nove vplive na armensko kulturo.  Kilikijsko plemstvo je prevzelo številne vidike zahodnoevropskega življenja, vključno z viteštvom, oblačenjem in rabo francoskih krščanskih imen. Struktura kilikijske družbe je postala bolj sinonim za zahodni fevdalizem kot za tradicionalni armenski nahararski sistem. Tradicionalna armenska izraza naharar in sparapet sta zamenjali zahodni ustreznici baron in konstabel. Armensko viteštvo je prevzelo evropske običaje, vključno s priljubljenimi viteškimi turnirji in dvoboji, podobnimi tistim v Evropi. Obseg zahodnega vpliva na kilikijsko Armenijo se odraža tudi v vključitvi dveh novih črk, Ֆ ֆ = "f" in Օ օ = "o" v armensko abecedo. V armenski besednjak so bile vključene številne besede, ki so temeljile na latinščini.
V nižjih družbenih slojih je bilo več sovražnosti do novih zahodnih trendov. Večina preprostih Armencev je zavračala predvsem spreobrnitvev v rimskokatolištvo vero ali grško pravoslavje.  
Kulturni vpliv ni bil zgolj enosmeren. Kilikijski Armenci so imeli pomemben vpliv na križarje, ki so se vračali na Zahod, predvsem s svojimi arhitekturnimi rešitvami. Evropejci so v svoje gradove začeli vključevati elemente armenskih gradov, ki so se jih naučili od armenskih zidarjev v križarskih državah, pa tudi nekatere elemente cerkvene arhitekture. Večina armenskih gradov je netipično izrabljala skalnate vzpetine in imela ukrivljene zidove in okrogle stolpe, podobne tistim v hospitalskih gradovih Krak des Chevaliers in Margat. Kilikijsko obdobje je dalo tudi nekaj pomembnih primerov armenske umetnosti, predvsem iluminirane rokopise Torosa Roslina, ki je v 13. stoletju deloval v Hromkli.

### Gospodarstvo
Kilikijska Armenija je zaradi svoje strateške lege v vzhodnem Sredozemlju postala uspešna država. Nahajala se je na stičišču številnih trgovskih poti, ki so povezovale Srednjo Azijo in Perzijski zaliv s Sredozemljem. Kraljestvo je bilo zato pomembno v trgovini z začimbami, pa tudi z živino, kožami, volno in bombažem. Iz same Kilikije so izvažali les, žito, vino, rozine in surovo svilo, z Zahoda pa so se uvažali končni izdelki iz tkanin in kovin.
Med vladavino kralja Leona I. (vladal 1198/1199–1219) je gospodarstvo Kilikijske Armenije močno napredovalo in se tesno povezalo z zahodno Evropo. Kralj je sklenil sporazume s Piso, Genovo in Benetkami, pa tudi s Francozi in Katalonci, ter jim podelil določene privilegije, kot so davčne oprostitve. Glavna pristanišča Armenskega kraljestva, ključna za njegovo gospodarstvo in obrambo, sta bili sredozemski pristanišči Ajas  in Korikos ter rečno pristanišče Mopsuestija. Slednje se je nahajalo na dveh strateških karavanskih poteh in je bilo zadnje plovno pristanišče na reki Piram. V njem so imeli skladišča Genovežani.
V Kilikiji so nastale pomembne evropske trgovske skupnosti in kolonije z lastnimi cerkvami, sodišči in trgovinami. Ko je francoščina postala drugi jezik kilikijskega plemstva, je drugi jezik kilikijskih trgovcev postala italijanščina zaradi obsežne vpletenosti treh italijanskih mestnih držav v kilikijsko gospodarstvo. Marco Polo se je leta 1271 odpravil na pot na Kitajsko iz Ajasa.
V 13. stoletju je Kilikijska Armenija med vladavino Torosa III. (vladal 1293–1298) že kovala svoj denar. Zlatnike in srebrnike, imenovane dram in tagvorin, so kovali v kraljevih kovnicah v Sisu in Tarzu. Trgovci so sprejemali tudi tuje kovance, kot so italijanski dukati, florini in cekini, grški bezanti, arabski dirhami in francoske livre.

### Religija
Katolikosat Armenske apostolske cerkve se je zaradi bojev med Bizantinci in Seldžuki v Armenskem višavju preselil v Kilikijo. Leta 1058 se je najprej prenesel v Sebastejo v Kapadokiji, kjer je bilo veliko armenskega prebivalstva. Kasneje se je preselil na različne lokacije v Kilikiji: leta 1062 v Tavbloor, leta 1066 v Dzamendav, leta 1116 v Dzovk in leta 1149 v Hromklo. Med vladavino kralja Leona I. je bil katolikos nameščen v oddaljeni Hromkli. Pri upravljanju Armenske cerkve v kraljestvu mu je pomagalo štirinajst škofov. Njihovo število se je v poznejših letih še povečalo. Sedeži nadškofov so bili v Tarzu, Sisu, Anazarbi, Lambronu in Mamistri. V Kilikiji je obstajalo do šestdeset samostanov, vendar natančne lokacije večine njih ostajajo nejasne.
Leta 1198 je katolikos Sisa Grigor VI. Apirat razglasil unijo med armensko in rimskokatoliško cerkvijo. Njegov razglas ni imel opaznega učinka, saj sta tako lokalna duhovščina kot prebivalstvo takšni združitvi odločno nasprotovala. Zahodna cerkev je v Kilikijsko Armenijo poslala številne misije, da bi pomagala pri zbliževanju cerkva, vendar so bili rezultati omejeni. Za to dejavnost so bili zadolženi frančiškani. Janez Monte Corvino sam je v kilikijsko Armenijo prispel leta 1288.
Hetum II. je po abdikaciji postal frančiškanski menih. Frančiškan in zagovornik združitve z latinsko cerkvijo je bil tudi armenski zgodovinar Nerses Balienc. Papeška trditev o lastnem primatu je negativno vplivala na prizadevanja za enotnost med cerkvama. Mhitar Skevraci, armenski delegat na koncilu v Akri leta 1261, je armensko frustracijo povzel z naslednjimi besedami: 
"Od kod rimskokatoliška cerkev črpa moč, da sodi o drugih apostolskih sedežih, medtem ko sama ni podvržena njihovim sodbam? Mi sami [Armenci] res imamo pooblastilo, da vas [katoliško cerkev] pripeljemo pred sodišče po zgledu apostolov, in vi nimate pravice zanikati naše pristojnosti."
Potem ko so Mameluki leta 1293 oropali Hromklo, je bil katolikosat prenesen v Sis, glavno mesto Kilikijskega kraljestva. Leta 1441, dolgo po padcu kraljestva, je armenski katolikos iz Sisa Grigor IX. Musabekianc na koncilu v Firencah ponovno razglasil združitev armenske in latinske cerkve. Temu je sledil razkol pod katolikosom  Kirakosom I. Virapecijem, ki je svoj sedež preselil iz Sisa v Vagaršapat.

## Dodatno branje
- Poghosyan, S.; Katvalyan, M.; Grigoryan, G. et al. «Կիլիկյան Հայաստան» ("Cilician Armenia") Armenian Soviet Encyclopedia. vol. V. Yerevan: Armenian Academy of Sciences, 1979, str. 406–428.
- Boase, T. S. R. (1978). The Cilician Kingdom of Armenia. Edinburgh: Scottish Academic Press. ISBN 0-7073-0145-9.
- Ghazarian, Jacob G. (2000). The Armenian kingdom in Cilicia during the Crusades. Routledge. str. 256. ISBN 0-7007-1418-9.
- Hovannisian, Richard G., Simon Payaslian (ur.) Armenian Cilicia. UCLA Armenian History and Culture Series: Historic Armenian Cities and Provinces, 7. Costa Mesa, CA: Mazda Publishers, 2008.
- Luisetto, Frédéric (2007). Arméniens et autres Chrétiens d'Orient sous la domination Mongole. Geuthner. str. 262. ISBN 978-2-7053-3791-9.
- Mahé, Jean-Pierre. L'Arménie à l'épreuve des siècles, coll. Découvertes Gallimard (n° 464), Pariz: Gallimard, 2005, ISBN 978-2-07-031409-6
- William Stubbs (1886). "The Medieval Kingdoms of Cyprus and Armenia: (1878.)". Seventeen lectures on the study of medieval and modern history and kindred subjects: 156–207. Wikidata Q107247875.